# Elliord Mattsson
Elliord Mattsson, född 11 november 1905, död 25 september 1991, var en svensk vykortsfotograf..
Mattsson föddes i Spillersboda. Hans far var skeppare. Elliord blev som ung intresserad av fotografering. Han byggde sin första kamera själv och började ta kort på konfirmationer och skolklasser. Hans första vykort är från 1923 och visar Furusunds restaurang.
I slutet av 20-talet startar han Spillersboda Fotografiska Affär och börjar då på allvar att dokumentera sin samtid. I slutet av 1950-talet köptes Elliord Mattssons firma av Hartmans kortföretag i Uppsala. 
Typiskt för Mattsson är de handkolorerade molniga himlarna och att han alltid försökte få med sin bil, en Citroën, någonstans i bilden.